# Tetrastichus sculpturatus
Tetrastichus sculpturatus är en stekelart som beskrevs av James Waterston 1915. Tetrastichus sculpturatus ingår i släktet Tetrastichus och familjen finglanssteklar.
Artens utbredningsområde är Uganda. Inga underarter finns listade i Catalogue of Life.